# Oecanthus laricis
Oecanthus laricis is een rechtvleugelig insect uit de familie krekels (Gryllidae). De wetenschappelijke naam van deze soort is voor het eerst geldig gepubliceerd in 1963 door Walker.
1. ↑  (en) Oecanthus laricis op de IUCN Red List of Threatened Species.